# Моретрясение
Моретрясение (также маремо́то, от итал. maremoto ← mare + terremoto) — внезапное колебание воды в открытом море, часто сопровождается катастрофическими приливно-отливными волнами у берегов.

## Описание
Причиной моретрясения являются землетрясения, имеющие эпицентр на дне моря или на суше вблизи моря, катастрофические оползни берегового склона или подводные, сильные извержения подводных вулканов.
Последствия моретрясений зачастую не менее разрушительны, чем последствия землетрясений. Моретрясение может вызвать цунами, движущееся с большой скоростью.

## Примеры
- Лиссабонское землетрясение — одно из самых сильных моретрясений произошло в 1755 году вблизи Лиссабона. Треть города была разрушена 17-метровой волной и последующими толчками, 60 000 человек погибли.